# 菊池一隆
菊池 一隆（きくち かずたか、1949年〈昭和24年〉 - ）は、日本の歴史学者。専門は中国近現代政治経済史で、日中戦争史、台湾史、世界華僑史、中国協同組合史、歴史教科書問題など。愛知学院大学名誉教授。

## 略歴
- 1949年、宮城県に生まれる。福島県立福島高等学校、福島大学経済学部経済学科を卒業[2]。東京教育大学大学院文学研究科で修士号[2]。筑波大学大学院歴史・人類学研究科博士課程単位取得満期退学後、1982年に大分県立芸術短期大学専任講師。
- 1984年より大阪教育大学専任講師、助教授、教授を経て、2005年より2019年まで愛知学院大学文学部歴史学科の教授、2020年より同校の客員教授を務めている。
- 1999年には中国社会科学院近代史研究所共催の「中華人民共和国成立50周年中国革命 史中青年海外優秀論文賞」を受賞[2]。
- 2002年に神戸大学で文学博士[3]、2009年に立命館大学で経済学博士[4]。
- 日本現代中国学会の東海部会代表を務める[5]。
- 中国現代史研究会の理事長を務める。

## 著書

### 研究・一般書
- 『中国工業合作運動史の研究』（2002年、汲古書院）
- 『日本人反戦兵士と日中戦争―重慶国民政府地域の捕虜収容所と関連させて』（2003年、御茶の水書房）
- （中文版、朱家駿監訳『日本人反戦士兵与日中戦争』光大出版社〈香港〉、2006年）
- 『中国初期協同組合史論』（2008年、日本経済評論社）
- 『中国抗日軍事史 1937-1945』（2009年、有志舎）
- （中文版、袁広泉訳『中国抗日軍事史』社会科学文献出版社〈北京〉、2011年）
- 『戦争と華僑―日本・国民政府公館・傀儡政権・華僑間の政治力学』（2011年、汲古書院）
- 『新・図説 中国近現代史―日中新時代の見取図』（2012年、法律文化社） - 田中仁（大阪大学）らと共著
- 『東アジア歴史教科書問題の構図―日本・中国・台湾・韓国、および在日朝鮮人学校』（2013年、法律文化社）
- （中文版、張新民編訳『東亜歴史教科書問題面面観』稲郷出版社〈台湾〉、2015年）
- 『台湾北部タイヤル族から見た近現代史―日本植民地時代から国民党政権時代の「白色テロ」へ』（2017年、集広舎）
- 『台湾原住民オーラルヒストリー』（2017年、集広舎）
- 『戦争と華僑続編ー中国国民政府・汪精衛政権の華僑行政と南洋・北米』（2018年、汲古書院）
- 『日本軍ゲリラ 台湾高砂義勇隊ー台湾原住民の太平洋戦争』（2018年、平凡社新書）
- 『中国国民党特務と抗日戦争 ―「C・C」系・「藍衣社」・三民主義青年団―』汲古書院〈汲古叢書173〉、2022年10月20日。ISBN 978-4-7629-6072-7。

小説
・『煙草ゲリラの反撃』（2022年、集広舎）

### 詩集
- 『雪中行』（プラニングエイジ Planning AGE出版、1989年）
- （台湾版、張書聡訳『雪中行』日中併訳、瀚崴印刷設計股份有限公司〈台北〉、2015）
- 『天涯回夢―中国・台湾思索行―』（川北印刷、2000年）
- 『躯の中の環球』（あるむ、2015年）